# Patrick Brammall
Patrick Brammall (Canberra, 30 marzo 1977) è un attore e sceneggiatore australiano.

## Biografia
Brammall si è laureato presso l'Università di Melbourne, Faculty of VCA and MCM nel 2001. Ha debuttato nel film per la televisione del 2004 The Alice, successivamente ha avuto il ruolo da protagonista nell'omonima serie spin-off nel 2005. Inoltre ha avuto un ruolo da protagonista nella serie televisiva Canal Road nel 2008. Negli anni successivi ha ottenuto molti ruoli in serie televisive, cortometraggi e a teatro.
Ha ottenuto il suo primo ruolo cinematografico nella commedia Griff the Invisible, al fianco di Ryan Kwanten. Nel 2012 è protagonista di due serie televisive di ABC1, The Strange Calls, nel ruolo del sergente Neil Lloyd, e A Moody Christmas nel ruolo di Sean Moody per cui ha vinto un AACTA Award per la miglior interpretazione in una commedia televisiva. Nel 2014 riprende il ruolo di Sean Moody nella serie The Moodys, di cui ha scritto un episodio ottenendo una candidatura agli Australian Writers' Guild Awards.
Nel 2013 recita nella miniserie televisiva di Nine Network Power Games: The Packer-Murdoch War, nel ruolo di Rupert Murdoch. Negli anni seguenti ottiene altre candidature agli AACTA Award per le sue interpretazioni nei film The Little Death e Ruben Guthrie.
Nel 2015 è il creatore, oltre che interprete, della serie televisiva No Activity.

## Filmografia

### Cinema
- Griff the Invisible, regia di Leon Ford (2010)
- The Little Death, regia di Josh Lawson (2014)
- Super Awesome!, regia di Guy Edmonds e Matt Zeremes (2015)
- Ruben Guthrie, regia di Brendan Cowell (2015)

### Televisione
- The Alice – film TV (2004)
- The Alice – serie TV, 22 episodi (2005-2006)
- Home and Away – soap opera, 26 episodi (2007)
- All Saints – serie TV, 1 episodio (2008)
- Canal Road – serie TV, 13 episodi (2008)
- Rush – serie TV, 1 episodio (2009)
- East West 101 – serie TV, 1 episodio (2009)
- I Can't Believe It's Not Better – film TV (2009)
- The Librarians – serie TV, 1 episodio (2010)
- At Home with Julia – serie TV, 1 episodio (2011)
- Some Say Love – serie TV, 1 episodio (2011)
- Lowdown – serie TV, 1 episodio (2012)
- The Strange Calls – serie TV, 6 episodi (2012)
- A Moody Christmas – serie TV, 6 episodi (2012)
- The Elegant Gentleman's Guide to Knife Fighting – serie TV, 6 episodi (2013)
- Power Games: The Packer-Murdoch Story – miniserie TV, 2 episodi (2013)
- The Moodys – serie TV, 8 episodi (2014)
- Offspring – serie TV, 10 episodi (2014)
- Upper Middle Bogan – serie TV, 16 episodi (2013-2014)
- Glitch – serie TV, 6 episodi (2015)
- No Activity – serie TV, 6 episodi (2015)
- Evil – serie TV, 16 episodi (2019-2024)

## Riconoscimenti
- 2013 – AACTA Award
  - Miglior interpretazione in una commedia televisiva per A Moody Christmas
- 2015 – AACTA Award
  - Candidatura per la Miglior interpretazione in una commedia televisiva per The Moodys
  - Candidatura per il Miglior attore non protagonista per The Little Death
- 2016 – AACTA Award
  - Candidatura per il Miglior attore protagonista per Ruben Guthrie